# Alouatta palliata palliata
L'aluatta dal mantello dorato (Alouatta palliata palliata) è una sottospecie dell'aluatta dal mantello (Alouatta palliata).
Vive in America Centrale, fra Guatemala e Costa Rica: alcune fonti sostengono che alcuni gruppi vivano anche nella zona settentrionale di Panama.

Nella parte meridionale del suo areale non c'è un limite netto con un'altra sottospecie di aluatta dal mantello, l'aluatta dal mantello ecuadoriana (Alouatta palliata aequatorialis), e non è infrequente il meticciato fra le due sottospecie.
Differisce dalle altre sottospecie per il colore più scuro del pelo, che sul mantello ha tonalità spesso rossicce anziché giallastre: altre differenze (soprattutto rispetto ad Alouatta palliata mexicana) possono essere riscontrate analizzando la morfologia del cranio.